# Седеф, Мехмет
Мехмет Седеф (тур. Mehmet Sedef; 5 августа 1987 года, Килис) — турецкий футболист, играющий на позиции защитника. Ныне выступает за турецкий клуб «Умраниеспор».

## Клубная карьера
Мехмет Седеф — воспитанник «Бешикташа». 28 мая 2005 года он дебютировал в турецкой Суперлиге, выйдя в основном составе в гостевой игре с «Себатспором». Сезон 2008/09 Мехмет Седеф провёл на правах аренды за команду Первой лиги «Алтай» из Измира, а следующий — за «Ризеспор», также в то время выступавший во второй по значимости лиге Турции.
В августе 2010 года защитник перешёл в клуб Суперлиги «Коньяспор». 30 апреля 2011 года Мехмет Седеф забил свой первый гол на высшем уровне, сравняв счёт в гостевом поединке против «Касымпаши».
В августе 2011 года Мехмет Седеф стал футболистом «Генчлербирлиги», а в январе 2013 года — «Антальяспора», с которым по итогам сезона 2013/14 вылетел в Первую лигу.
Летом 2015 года он подписал контракт с клубом Суперлиги «Газиантепспором», а первую половину 2016 года провёл за «Аданаспор», с которым стал победителем Первой лиги в сезоне 2015/16.
С августа 2016 года Мехмет Седеф играет за команду Первой лиги «Умраниеспор».